# Birken-Spei-Täubling
Der Birken-Spei-Täubling (Russula betularum, Syn.: Russula emetica var. betularum) ist ein Pilz aus der Familie der Täublingsverwandten. Es handelt sich um einen zierlichen und zerbrechlichen Täubling mit rosafarbenem und oft stark ausblassendem Hut. Er hat einen scharfen Geschmack und ist, wie es der Name schon verrät, recht häufig unter Birken anzutreffen.

## Merkmale

### Makroskopische Merkmale
Der Hut des Birken-Spei-Täublings ist im Laufe seiner Entwicklung zuerst konvex, dann ausgebreitet und schließlich niedergedrückt. Er ist 2–5 cm breit und die Huthaut lässt sich komplett abziehen. Die Farbe des Hutes reicht von weiß über blassrosa bis zum kräftigen Pink und kann sogar blassgelbbraun sein. Oft ist der Hut weißlich mit einem blassrosa Hauch und einer ockerlich entblassten Mitte. Im Alter ist der Hutrand leicht höckrig gerieft.
Die fast bauchigen Lamellen sind ebenfalls weiß und stehen ziemlich weit auseinander, mitunter haben sie einen cremefarbenen Schimmer. Das Sporenpulver ist rein weiß (Ia nach Romagnesi).
Der weiße Stiel ist normalerweise länger als der Durchmesser des Hutes. Er ist zylindrisch oder schwach keulenförmig geformt und sehr zerbrechlich. Bei starker Durchfeuchtung kann er leicht grau, wie durchfeuchteter Schnee anlaufen, ansonsten ist er mehr oder weniger unveränderlich.
Auch das Fleisch ist weiß und schmeckt sehr scharf. Der Täubling riecht ähnlich wie der Kirschrote Speitäubling nach Kokosnuss, der Geruch ist aber meist schwächer. Mit Eisensulfat verfärbt sich das Fleisch rosa-orange, die Guajakreaktion ist langsam und schwach positiv.

### Mikroskopische Merkmale
Die Sporen sind eiförmig, 8–10 µm lang und 7,5–8 µm breit mit zahlreichen 0,5–0,7 µm hohen, konisch zugespitzten Warzen. Diese sind durch feine Linien teilweise miteinander verbunden, sodass ein gut entwickeltes, aber unvollständiges Netzwerk ausgebildet ist.
Die Pileozystiden in der Huthaut sind zylindrisch bis stark keulenförmig und 0–2-fach septiert. Die Basidien haben vier Sporen, sie sind (32) 44–55 µm lang und 11–14,5 breit.

## Artabgrenzung
Man kann den Birken-Spei-Täubling leicht mit verblassten Exemplaren des Wechselfarbigen Speitäublings Russula fragilis verwechseln, der ebenfalls an feuchten Stellen unter Birken vorkommen kann. Bei ihm lässt sich die Huthaut maximal zu drei Viertel abziehen. Außerdem ist bei diesem Pilz die Mitte gewöhnlich dunkler gefärbt und weist purpurviolette Farbtöne auf. Das wichtigste Unterscheidungsmerkmal sind aber die Lamellenschneiden, die bei ihm unregelmäßig gesägt sind (Lupe!).
Eine weitere ähnliche Art ist der Zarte Birkentäubling Russula gracillima. Im Gegensatz zum Birken-Spei-Täubling ist sein Sporenpulver cremefarben und der Stiel ist rosa überhaucht. Außerdem ist er im Geschmack nicht ganz so scharf wie der Birken-Spei-Täubling.

## Ökologie
Der Birken-Spei-Täubling ist wie alle Täublinge ein Mykorrhizapilz, der mit verschiedenen Birkenarten eine Symbiose eingehen kann. Zusammen mit seinem Wirt kann der strikte Birkenbegleiter in verschiedenen Waldgesellschaften vorkommen, sofern der Standort feucht genug ist. Meist findet man ihn in Hochmooren oder an Moorrändern, in Rauschbeeren-Moorbirkenwäldern oder in Fichten-, Kiefern- oder Birkenmoorwäldern. Man findet ihn auch an vernässten oder vermoorten Stellen in montanen tannenreichen Buchenwäldern, in feuchteren Fichten- und Fichten-Tannenwäldern sowie in verschiedenen Bruchwäldern.
Der Pilz bevorzugt wechselfeuchte bis staunasse, saure, nährstoff- und sauerstoffarme Böden, wie Pelosolen, Gley-, Braun- und Parabraunerden. Die Fruchtkörper des Birken-Spei-Täublings erscheinen von Juli bis Oktober vom Tiefland bis ins höhere Bergland.

## Verbreitung

Europäische Länder mit Fundnachweisen des Birken-Spei-Täublings.
Legende:
Länder mit Fundmeldungen
Länder ohne Nachweise
keine Daten
außereuropäische Länder

Der Birken-Spei-Täubling wurde in Nord- und Mittelamerika (USA, Kanada, Costa Rica und Mexiko), in Asien (Japan und Nord- und Südkorea) und Europa nachgewiesen. An ihm zusagenden Standorten ist er nicht selten anzutreffen. In Europa ist er besonders in Großbritannien und Schweden weit verbreitet.
In Deutschland ist der Täubling vom Alpenvorland und Oberschwaben über die Mittelgebirge bis in die norddeutsche Tiefebene und die Elbniederung verbreitet.

## Systematik

### Infragenerische Systematik
Der Birken-Spei-Täubling wird von Bon in die Untersektion Emeticinae (Syn.: Untersektion Russula) gestellt, die ihrerseits innerhalb der Sektion Russula steht. Die Untersektion enthält kleinere bis mittelgroße, zerbrechliche Arten mit roten oder rosa Hüten und weißem Sporenpulver. Die Täublinge schmecken sehr scharf und haben einen angenehmen, meist fruchtigen Geruch. Sarnari stellt den Birken-Spei-Täubling in seine Sektion Atropurpurinae, weil die Huthaut teilweise ein blaues Pigment enthält. Die Mykorrizaanatomie und r-DNA-Untersuchungen beweisen aber die nahe Verwandtschaft mit dem Kirschroten Speitäubling. Lange Zeit galt er als Russula emetica var. betularum nur als Varietät von diesem.

## Bedeutung
Der Birken-Spei-Täubling ist aufgrund seines scharfen Geschmacks ungenießbar. Der rohe Genuss von scharfen Täublingen kann zu Durchfall, Erbrechen und Darmkrämpfen führen. Näheres zur Giftwirkung siehe unter dem Kirschroten Speitäubling.